# Zeeblauw uitbreekkogeltje
Het zeeblauw uitbreekkogeltje (Apiognomonia veneta) is een schimmel behorend tot de familie Gnomoniaceae. Het komt voor in parken en plantsoenen bij platanen.

## Kenmerken
De schimmel groeit tussen de cellen en resulteert in het afsterven en verkankeren van takken, evenals het ontstaan van opvallende grote vlekken op de bladeren die zich vanaf de nerven verspreiden. Tijdens het anamorfe stadium worden er grote aantallen sporen (conidia) geproduceerd in clusters (acervuli) op de bladeren. In de winter ontwikkelt de seksuele voortplantingsfase (teleomorf) zwarte structuren (peritheciën) op de gevallen bladeren.
De ascosporen meten (13–)15,5–17,5(–23) × (3,5–)5–5,5(–7,5) μm.

## Waardplanten
Het is bekend van:
- Gewone plataan (Platanus hispanica)
- Westerse plataan (Platanus occidentalis)
- Oosterse plataan (Platanus orientalis)

## Verpsreiding
In Nederland komt het zeeblauw uitbreekkogeltje uiterst zeldzaam voor.